# Праймериз Республиканской партии США (2012)
Избиратели Республиканской партии избрали делегации штатов на Республиканский национальный съезд 2012 года на президентских праймериз. Затем национальное собрание выбрало своего кандидата для выдвижения на пост президента Соединённых Штатов на президентских выборах 2012 года. Было выбрано 2286 делегатов, и кандидату необходимо было набрать 1144 голоса делегатов на съезде, чтобы выиграть выдвижение. Собрания распределяли делегатов в делегации соответствующих штатов на национальном съезде, но фактические выборы делегатов часто проводились позже. Делегаты были избраны различными способами, которые варьируются от штата к штату. Они могут быть избраны на местных съездах, отобраны из списков, представленных кандидатами, отобраны на заседаниях комитетов или избраны непосредственно на собраниях и праймериз.

## Кандидаты

### Основная статья: Кандидаты в президенты от Республиканской партии 2012 года

#### Кандидаты
Митт Ромни. 70-й Губернатор Массачусетса (2003—2007)
Рик Санторум. Сенатор США от Пенсильвании (1995—2007)
Рон Пол. Член Палаты представителей от Техаса. 
Гингрич Ньют. 58-й спикер Палаты представителей США

## Номинант от Республиканской партии 2012 года
Митт Ромни. Был выдвинут на Президентские выборы в США
Набрал 60 933 500 голосов (47,2 %)

## Прочее
Фред Каргер — снял свою кандидатуру.